# Katharina Nocunová
Katharina Nocunová (* 1986 Tychy jako Katarzyna Nocuń) je německá politička polského původu, v roce 2013 zastávala post manažerky (Politische Geschäftsführerin) Pirátské strany Německa.
Do Německa přišla v roce 1989 s rodiči, kteří pracovali jako počítačoví odborníci. Absolvovala gymnázium ve Weselu, získala bakalářský titul v oboru politologie na Hamburské univerzitě. Působila v Německém svazu na ochranu spotřebitelů a v internetovém časopisu netzwelt, zabývá se problematikou ochrany osobních dat. Členkou Pirátské strany je od března 2012. Angažovala se v kampani hnutí Campact požadující, aby Edward Snowden dostal v Německu politický azyl.